# Василија Радојчић
Василија Радојчић (Крагујевац, 21. април 1936 — Београд, 25. септембар 2011) је била певачица српске изворне и народне музике.

## Биографија
Рођена је у Крагујевцу, где је завршила гимназију. После тога дипломирала је француски језик на Филолошком факултету у Београду. Од 1958. била је солисткиња Радио Београда, а од 1961. почела је да снима за ПГП-РТБ.
Певачку каријеру је почела шездесетих година 20. века. Многе њене песме постале су хитови које слушају различите генерације, евергрин. Квалитетне интерпретације и глас обојен емоцијама привукли су велики број поштовалаца. Снимила је велики број трајних снимака за архив Радио Београда. Последњи соло албум снимила је 1989. после чега је објављивала само албуме са највећим хитовима. Остала је упамћена као чувар српске традиције и културе због чега је добила велики број признања и награда.
У издању ПГП РТС објавила је компилаторни албум, Василија Радојчић: „Песме које се памте I - 40 година са нама“. Песме са тог албума, уједно и њене најпознатије, су:
- Димитријо, сине Митре (1965)
- Весели се кућни домаћине (1979)
- Мој Милане кад' у војску пођеш (1964)
- На Ускрс сам се родила (1966)
- Зашто питаш кол'ко ми је лета (1971)
- Мито, бекријо (1970)
- Џумбус, џумбус машала (1977)
- Беше некад Митке и Коштана (1962)
- Памтиш ли још љубав моју (1984)
- Срце моје тише, тише (1961)
- Шта ћу мајко, шта ћу (1968)
- Зар је наша љубав лажна била (са Тозовцем) (1970)
- За рођендан теби, сине (1983)
- Запевала сојка птица (1969)
- Ајде Јано, коло да играмо (1978)
- Збогом остај моја љубави (1980)
- Киша пада трава расте (1980)
- Немој мене љубити (1973)
- Тамна ноћи, тамна ли си (1977)
- Јел' ти жао што се растајемо (1976)

Поред тога познате су и песме „Еј, луди Стојане“, „Обраше се виногради“, „Запиши у свом срцу“, „Свекрво бре“ и многе друге.
Учествовала је на многим музичким свечаностима и фестивалима, нпр. 1979. је учествовала на БЕМУС као вокални солиста. Учествовала је у многим ТВ емисијама музичког карактера, нпр. 1986. имала је емисију у серијалу „Мој концерт“, затим 1984. у емисији „Звуци приједорске хармонике“ посвећеној хармоникашу Душану Радетићу из Приједора итд.
Добитник је мајсторског писма за животно дело, у Нишу децембра 2005, признања које додељује Удружење занатлија у оквиру манифестације „Уметници, занатлије за нишке мераклије“. Том приликом Василија је изјавила „Различито су ме до сада називали - доајеном и прваком, али никада мајстором“.
Звање истакнутог уметника је стекла 1980. године. Добитница је Естрадне награде Србије (1978) и Естрадне награде Југославије (1983). Била је председник Удружења естрадних уметника Београда. 2007. снимила је са ансамблом Теодулија косовску песму „Јечам жела“ у другачијем аранжману. Била је удата за бубњара Милана Ђорђевића. После краткотрајне болести преминула је 2011. године у свом породичном дому у Београду.

## Фестивали
- 1965. Београдски сабор - Зар је наша љубав лажна била
- 1967. Илиџа - Зашто ме не волиш (алтернација са Заимом Имамовићем), друга награда стручног жирија
- 1967. Београдски сабор - Веруј ми, драги мој
- 1968. Београдски сабор - Срце моје тише, тише, прва награда стручног жирија
- 1969. Београдски сабор - Мито бекријо[6]
- 1969. Илиџа - Збогом остај моја љубави
- 1969. Јесен '69 - Несрећно је срце моје
- 1970. Београдски сабор - Руке беле, руке њежне
- 1970. Илиџа - Ти, само ти
- 1971. Песма лета - Плачи мајко
- 1972. Београдски сабор - Срце никад не лаже
- 1973. Београдски сабор - Бреза мала, гране њише
- 1973. Илиџа - Предосећање
- 1974. Београдски сабор - Успаванка
- 1975. Хит парада - Три пролећа, три јесени
- 1976. Хит парада - Бела хаљина и црно одело
- 1978. Хит парада - Чувај наше успомене
- 1979. Хит парада - Механџијо, бре комшијо
- 1982. Хит парада - Џумбус, џумбус машала
- 1983. Хит парада - Немој мене љубити
- 1984. Хит парада - Шапутања луда
- 1986. Хит парада - Мој Момире